# 그랜드포크스
그랜드포크스(Grand Forks)는 미국, 노스다코타주에서 세 번째로 큰 도시이자 그랜드포크스 군의 군청소재지이다. 2008년 7월에 인구가 51,313명으로 집계 되었으며, 주변 지역을 합한 인구는 97,190명 이었다. 미네소타주, 이스트그랜드포크스와 함께 그랜드포크스는, 종종 그레이터 그랜드포크스 혹은 그랜드 시티스로 불리는, 그랜드포크스 ND-MN 대도시 통계 지역의 중심을 형성한다.
레드리버밸리 로서 알려진 매우 평평한 지역안의 레드 강 서쪽 둑에 위치한, 그랜드포크스는 홍수로 잘 넘치는 경향이 있으며 1997년 레드강 홍수로 크게 파괴되었었다. 원래 프랑스인 모피 무역업자들이 Les Grandes Fourches 라고 부르던, 그랜드포크스는 1870년 증기선 선장 알렉산더 그리그스가 설립하였으며 1881년 2월 22일에 정식 마을로 편입되었다. 레드 강과 레드레이크 강의 분기 (fork)에 위치하였기 때문에 명칭이 그랜드포크스로 지어지게되었다.
역사적으로 농업에 의존적인 도시의 경제는 현재 고등교육, 방위, 의료, 제조, 식품가공, 과학연구를 포괄하고있다. 그랜드포크스는 그랜드포크스 국제공항과 그랜드포크스 공군기지가 항공을 담당하고 있으며, 시의 노스다코타 대학교는 주에서 가장 오래된 고등교육기관이다. 알레러스 센터와 랄프인젤스태드 아레나는 운동경기나 기타 이벤트를 주최하며, 노스다코타 예술박물관과 체스터프리츠 강당은 시에서 가장 큰 문화현장이다.

## 역사

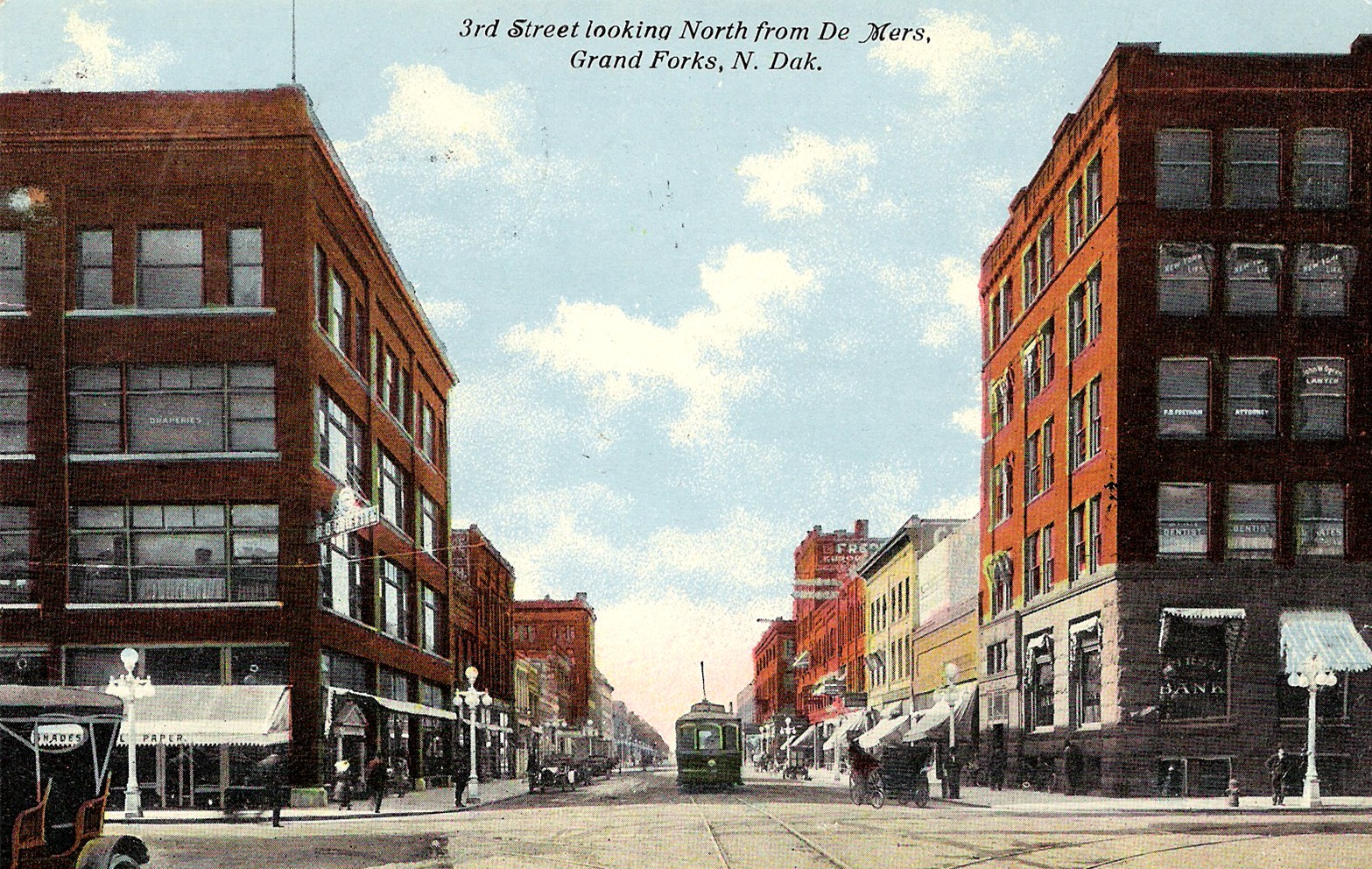
1912년경 그랜드포크스 시내

유럽인과 미국인의 정착 전에, 레드 강과 레드레이크 강의 분기점 상, 현재 도시가 자리 잡고 있는 지역은 원주민을 위한 중요한 만남과 무역의 장소였다. 초기 탐험가들, 모피상, 무역업자들은 당시 그 지역을 "The Grand Forks"를 뜻하는 "Les Grandes Fourches"로 불렀다. Les Grandes Fourches는 1740년대까지 프랑스 모피상들에게 중요한 무역 거래소였다. 미국 우체국이 1870년 6월 5일에 세워졌고, 마을의 명칭이 Grand Forks로 변경되었다. 증기선 선장 알렉산더 그리그스는 "그랜드포크스의 아버지"로 여겨진다. 1870년 후반 그리그스의 증기선이 항해 중 레드 강에서 얼어붙으면서, 선장과 승무원들은 할 수 없이 그랜드포크스에서 겨울을 나기위하여 캠핑을 하게 되었다. 그리그스는 1875년에 마을의 지도를 그렸고 1881년 2월 22일에 공식적으로 편입되었다. 도시는 1880년 그레이트노선 철도와 1887년에 노선패시픽 철도가 들어온 후 빠르게 성장하였다. 노스다코타가 다코타준주로부터 생겨난 독립적인 주로서 공식적으로 인정받기 6년전인 1883년에 노스다코타 대학이 설립되었다. 1900년대 초기 절반은 다운타운 그랜드포크스의 남쪽과 서쪽에 새로운 지역의 꾸준한 성장과 발전을 목격한다. 1920년대 시의 북쪽지역에 주소유 노스다코타 밀 앤드 엘리베이터가 건설되었다.1954년에 공군 기지를 위한 부지로 선택되었다. 그랜드포크스 공군기지는 지역사회에 수많은 새로운 직업과 거주자들을 가져왔다. 현재 군사기지와 노스다코타 대학은 도시경제의 없어서는 안될 구성요소가 되었다. 1950년대 이후 50년은 구 지역을 벗어나 성장을 하였다. 주간고속도로 제29호선이 시의 서쪽지역에 건설되었고 남쪽지역에 사우스포크스 프라자와 콜럼비아 몰이 건설되었다.

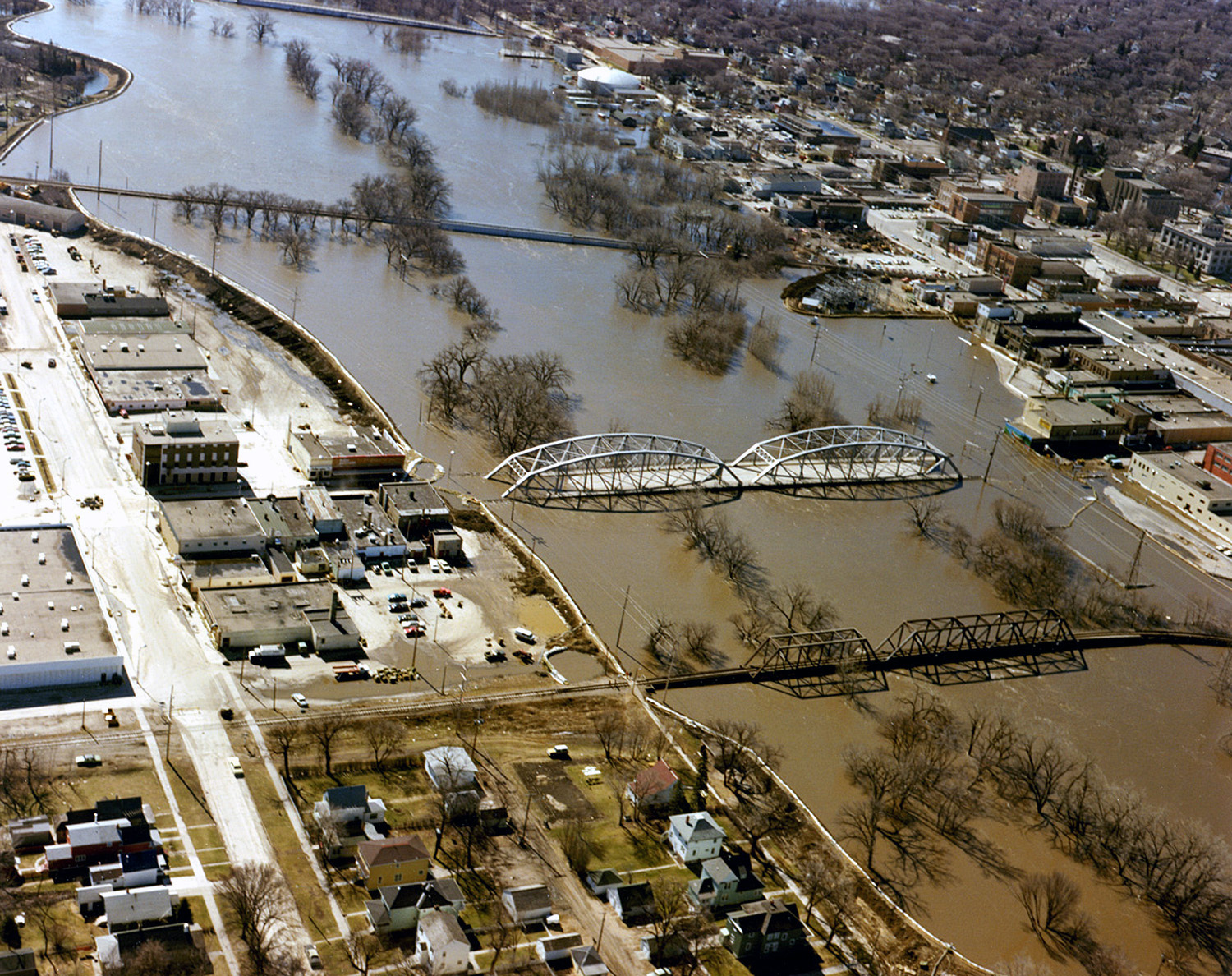
1997년 레드강 홍수

1997년 레드강 홍수가 발생하면서, 대규모의 피해를 입었다. 파고, 위니펙과 함께, 그랜드포크스는 레드리버밸리에서 가장 큰 피해를입은 도시가 되었다. 홍수가 절정일 때, 큰 불이 시내지역의 11채 건물을 파괴했다. 새로운 제방 체계를 만들기 위하여 많은 지역이 허물어졌으며, 10년이 지나서야 완성된 모습을 볼 수 있었다. 레드 강과 접경한 땅은 그레이터 그랜드포크스 그린웨이로서 알려진 단단한 광장으로 변모했다. 홍수 이후, 그랜드포크스는 도시 전체를 통틀어 공적이며 사적인 발전을 보이는 상태이다. 2001년에 알레러스 센터 와 랄프인젤스태드 아레나 가 문을 연다. 2007년에 위니펙에 본부를 둔 캐나드 인스 호텔 체인이 알레러스 센터 근처에 13층 규모의 워터파크를 갖춘 건물로 문을 열었다. 2007년으로서 그랜드포크스는 1997년 홍수전보다 더 많은 인구가 있으며 세금이붙는 판매가 홍수전 수준을 넘어섰다.

## 인구
| 인구조사                            | 인구   | Note   | %±     |
| ----------------------------------- | ------ | ------ | ------ |
| 1880년                              | 1,705  |        | —      |
| 1890년                              | 4,979  |        | 192.0% |
| 1900년                              | 7,682  |        | 54.3%  |
| 1910년                              | 12,478 |        | 62.4%  |
| 1920년                              | 14,010 |        | 12.3%  |
| 1930년                              | 17,112 |        | 22.1%  |
| 1940년                              | 20,228 |        | 18.2%  |
| 1950년                              | 26,836 |        | 32.7%  |
| 1960년                              | 34,451 |        | 28.4%  |
| 1970년                              | 39,008 |        | 13.2%  |
| 1980년                              | 43,765 |        | 12.2%  |
| 1990년                              | 49,425 |        | 12.9%  |
| 2000년                              | 49,321 |        | −0.2%  |
| 2010년                              | 52,838 |        | 7.1%   |
| 2019 (추산)                         | 55,839 | [ 17 ] | 5.7%   |
| U.S. Decennial Census 2019 Estimate |        |        |        |

## 지리
그랜드포크스는 파고-무어헤드 지역 으로부터 북쪽으로 119 km, 위니펙 으로부터 남쪽으로 233 km 떨어진 곳에 위치한다. 그랜드포크스는 레드리벌밸리로 알려진 지역안의 레드 강 서쪽둑상에 자리 잡고 있다. 단어 "포크스" (forks)는 레드 강과 다운타운 그랜드포크스 근처에 위치한 레드레이크 강의 분기점이라는 것을 의미한다. 미국국세조사국에 따르면, 그랜드포크스시는 전체 49.9 km2의 면적을 갖고 있다. 세계에서 가장 평평한 지역 중 한곳이기 때문에, 고도가 거의 없다. 그랜드포크스시 근방에 어떤 호수도 없지만, 구불구불한 레드 강과 잉글리시 하류가 시를 관통하여 흐르며 다소간의 휴식공간을 제공한다. 레드리버밸리는 마지막 빙하기동안 빙하가 남쪽지역을 깍아낸 결과이다. 빙하가 사라지면서, 아가시즈 호라 불리는 빙하호가 만들어졌다. 시의 서쪽에 구불구불한 언덕에서 당시 호숫가의 흔적을 찾아볼 수 있다.

### 기후
| 그랜드포크스 (그랜드포크스 국제공항)의 기후                      | 그랜드포크스 (그랜드포크스 국제공항)의 기후 | 그랜드포크스 (그랜드포크스 국제공항)의 기후 | 그랜드포크스 (그랜드포크스 국제공항)의 기후 | 그랜드포크스 (그랜드포크스 국제공항)의 기후 | 그랜드포크스 (그랜드포크스 국제공항)의 기후 | 그랜드포크스 (그랜드포크스 국제공항)의 기후 | 그랜드포크스 (그랜드포크스 국제공항)의 기후 | 그랜드포크스 (그랜드포크스 국제공항)의 기후 | 그랜드포크스 (그랜드포크스 국제공항)의 기후 | 그랜드포크스 (그랜드포크스 국제공항)의 기후 | 그랜드포크스 (그랜드포크스 국제공항)의 기후 | 그랜드포크스 (그랜드포크스 국제공항)의 기후 | 그랜드포크스 (그랜드포크스 국제공항)의 기후 |
| 월                                                               | 1월                                         | 2월                                         | 3월                                         | 4월                                         | 5월                                         | 6월                                         | 7월                                         | 8월                                         | 9월                                         | 10월                                        | 11월                                        | 12월                                        | 연간                                        |
| ---------------------------------------------------------------- | ------------------------------------------- | ------------------------------------------- | ------------------------------------------- | ------------------------------------------- | ------------------------------------------- | ------------------------------------------- | ------------------------------------------- | ------------------------------------------- | ------------------------------------------- | ------------------------------------------- | ------------------------------------------- | ------------------------------------------- | ------------------------------------------- |
| 역대 최고 기온 °C (°F)                                           | 11 (52)                                     | 19 (67)                                     | 28 (83)                                     | 38 (100)                                    | 41 (105)                                    | 41 (105)                                    | 43 (109)                                    | 40 (104)                                    | 39 (103)                                    | 35 (95)                                     | 24 (75)                                     | 14 (58)                                     | 43 (109)                                    |
| 일평균 최고 기온 °C (°F)                                         | −9.0 (15.8)                                 | −6.4 (20.5)                                 | 1.1 (33.9)                                  | 11.1 (52.0)                                 | 19.4 (66.9)                                 | 24.7 (76.4)                                 | 27.1 (80.7)                                 | 26.6 (79.8)                                 | 21.3 (70.4)                                 | 12.2 (53.9)                                 | 2.1 (35.7)                                  | −5.9 (21.4)                                 | 10.3 (50.6)                                 |
| 일일 평균 기온 °C (°F)                                           | −14.3 (6.3)                                 | −11.9 (10.6)                                | −4.2 (24.4)                                 | 4.8 (40.7)                                  | 12.3 (54.1)                                 | 18.1 (64.6)                                 | 20.5 (68.9)                                 | 19.4 (67.0)                                 | 14.4 (57.9)                                 | 6.2 (43.2)                                  | −2.9 (26.7)                                 | −10.7 (12.8)                                | 4.3 (39.8)                                  |
| 일평균 최저 기온 °C (°F)                                         | −19.5 (−3.1)                                | −17.4 (0.7)                                 | −9.4 (15.0)                                 | −1.5 (29.3)                                 | 5.2 (41.4)                                  | 11.6 (52.9)                                 | 13.9 (57.0)                                 | 12.4 (54.3)                                 | 7.4 (45.3)                                  | 0.3 (32.5)                                  | −7.9 (17.8)                                 | −15.4 (4.2)                                 | −1.7 (28.9)                                 |
| 역대 최저 기온 °C (°F)                                           | −42 (−43)                                   | −41 (−42)                                   | −38 (−36)                                   | −23 (−9)                                    | −15 (5)                                     | −2 (28)                                     | −1 (30)                                     | −1 (30)                                     | −12 (11)                                    | −23 (−9)                                    | −37 (−35)                                   | −38 (−37)                                   | −42 (−43)                                   |
| 평균 강수량 mm (인치)                                            | 12 (0.49)                                   | 13 (0.51)                                   | 23 (0.91)                                   | 31 (1.21)                                   | 71 (2.80)                                   | 96 (3.77)                                   | 89 (3.52)                                   | 71 (2.81)                                   | 57 (2.26)                                   | 48 (1.88)                                   | 23 (0.92)                                   | 17 (0.66)                                   | 552 (21.74)                                 |
| 평균 강설량 cm (인치)                                            | 25 (9.9)                                    | 18 (7.1)                                    | 19 (7.4)                                    | 8.9 (3.5)                                   | 0.0 (0.0)                                   | 0.0 (0.0)                                   | 0.0 (0.0)                                   | 0.0 (0.0)                                   | 0.0 (0.0)                                   | 4.1 (1.6)                                   | 17 (6.6)                                    | 31 (12.3)                                   | 123 (48.4)                                  |
| 평균 강수일수 (≥ 0.01 인치)                                      | 8.4                                         | 6.8                                         | 7.3                                         | 7.7                                         | 10.7                                        | 12.1                                        | 10.2                                        | 8.8                                         | 8.6                                         | 8.4                                         | 7.0                                         | 8.8                                         | 104.8                                       |
| 평균 강설일수 (≥ 0.1 인치)                                       | 10.2                                        | 7.7                                         | 5.8                                         | 2.3                                         | 0.2                                         | 0.0                                         | 0.0                                         | 0.0                                         | 0.0                                         | 1.3                                         | 5.7                                         | 10.2                                        | 43.4                                        |
| 출처: 미국 해양대기청 (평년값: 1991년~2020년, 극값: 1893년~현재) |                                             |                                             |                                             |                                             |                                             |                                             |                                             |                                             |                                             |                                             |                                             |                                             |                                             |

## 참고
1. ↑  “Population Estimates for All Places: 2000 to 2009”. 《U.S. Census Bureau》. 2009년 5월 3일에 원본 문서에서 보존된 문서. 2008년 7월 20일에 확인함.
2. ↑  “Annual Estimates of the Population of Metropolitan and Micropolitan Statistical Areas: April 1, 2000 to July 1, 2009”. 《U.S. Census Bureau》. 2008년 7월 20일에 확인함.[깨진 링크(과거 내용 찾기)]
3. 1 2  “Red River of the North – State Canoe Routes”. 《Minnesota Department of Natural Resources》. 2007년 6월 5일에 확인함.
4. 1 2  “The Grand Forks Flood”. 《Draves.com》. 2007년 6월 5일에 확인함.
5. 1 2 3 4 5 6 7  “Grand Forks History”. 《City of Grand Forks, North Dakota》. 2007년 6월 6일에 원본 문서에서 보존된 문서. 2007년 6월 5일에 확인함.
6. ↑  “Community of Grand Forks”. University of North Dakota. 2007년 6월 11일에 확인함.
7. ↑  “Grand Forks' 50 Largest Employers” (PDF). 《State of North Dakota》. 2006년 11월 9일에 원본 문서 (PDF)에서 보존된 문서. 2007년 6월 5일에 확인함.
8. 1 2  “About UND”. 《University of North Dakota》. 2007년 6월 5일에 확인함.
9. 1 2  “History of Alerus Center”. 《Alerus Center》. 2007년 6월 5일에 확인함.
10. 1 2  “History of Ralph Engelstad Arena”. 《Ralph Engelstad Arena》. 2007년 5월 1일에 원본 문서에서 보존된 문서. 2007년 6월 8일에 확인함.
11. ↑  “Chester Fritz Auditorium”. Chester Fritz Auditorium. 2007년 6월 11일에 확인함.
12. ↑  “Historic Grand Forks”. 《Grand Forks County Historical Society》. 2007년 7월 9일에 원본 문서에서 보존된 문서. 2007년 6월 8일에 확인함.
13. ↑  “History of the Grand Forks Air Force Base” (PDF). 2006년 3월 19일에 원본 문서 (PDF)에서 보존된 문서. 2007년 6월 5일에 확인함.
14. ↑  “Grand Forks, Mayor's Office”. 《University of North Dakota》. 2007년 12월 19일에 원본 문서에서 보존된 문서. 2007년 6월 5일에 확인함.
15. ↑  “Grand Forks”. 《Canad Inns》. 2007년 6월 1일에 원본 문서에서 보존된 문서. 2007년 6월 5일에 확인함.
16. ↑  “High and dry”. 《Federal Reserve Bank of Minneapolis》. 2008년 8월 30일에 원본 문서에서 보존된 문서. 2009년 3월 10일에 확인함.
17. ↑  “Population and Housing Unit Estimates”. United States Census Bureau. 2020년 5월 24일. 2019년 7월 26일에 원본 문서에서 보존된 문서. 2020년 5월 27일에 확인함.
18. ↑  “U.S. Decennial Census”. Census.gov. 2015년 4월 26일에 원본 문서에서 보존된 문서. 2013년 5월 25일에 확인함.
19. ↑  “Population Estimates”. 미국 인구조사국. 2020년 11월 4일에 확인함.
20. ↑  “Grand Forks, North Dakota (ND) Detailed Profile”. 《City-Data.com》. 2007년 12월 13일에 원본 문서에서 보존된 문서. 2007년 6월 5일에 확인함.
21. ↑  “Travel to Grand Forks, ND and East Grand Forks, MN”. 《Greater Grand Forks Convention & Visitors Bureau》. 2007년 5월 30일에 원본 문서에서 보존된 문서. 2007년 6월 5일에 확인함.
22. ↑  “Campus landmarks”. 《University of North Dakota》. 2007년 6월 8일에 확인함.
23. ↑  “The Red River Valley:Tilted Shorelines and Rebounding Lake Beds”. 《University of North Dakota》. 2006년 12월 8일에 원본 문서에서 보존된 문서. 2007년 6월 8일에 확인함.
24. ↑  
“NowData – NOAA Online Weather Data”. 미국 해양대기청. 2021년 9월 24일에 확인함.
25. ↑  
“Station: Grand Forks INTL AP, ND”. 《U.S. Climate Normals 2020: U.S. Monthly Climate Normals (1991–2020)》. 미국 해양대기청. 2021년 9월 24일에 확인함.